# Сантос, Максимо Бенито
Максимо Бенито Сантос Барбоса (исп. Máximo Benito Santos Barbosa; 15 апреля 1847 — 19 мая 1889) — уругвайский политический и военный деятель, президент Уругвая с 1882 до 1886 год.

## Биография
Родился в 1847 году в Пандо, был шестым ребёнком в семье. Как его отец, так и сам Максимо Бенито часто использовали в качестве фамилии не «Сантос», а «де лос Сантос» (в частности, именно с такой фамилией Максимо Бенито зарегистрировал брак).
В юности попробовал себя на разных работах, а затем добровольно вступил в армию. Его друг Лоренсо Латторе помог ему с продвижением по службе. Участвовал в борьбе против «Революции пик».
Когда в 1880 году президентом стал Франсиско Антонио Видаль, Сантос стал военным министром в его правительстве. В 1882 году Видаль ушёл в отставку, а 35-летний Сантос занял пост президента страны на 4-летний срок. За время его правления несколько улучшились отношения с Парагваем. Тем не менее, его администрацию критиковали за неспособность искоренить коррупцию.
Так как в то время не было поста вице-президента, единственной возможностью вновь занять пост президента без процедуры выборов было возглавить Сенат (в случае ухода президента в отставку новым президентом становился глава Сената). Однако сенаторы выбирались от департаментов, а все основные лидеры партии «Колорадо» уже представляли свои департаменты, так что шансов на избрание у Видаля не было. Поэтому указом от 30 декабря 1885 года из департамента Сан-Хосе был выделен департамент Флорес, а Сантос стал сенатором от этого департамента. В 1886 году, когда истёк его президентский срок, новым президентом с 1 марта опять был избран Видаль, который уже 24 марта  ушёл в отставку и Сантос вернулся к власти. В ответ на это 30-31 марта разразилась «Революция в Кебрачо», подавленная войсками под командованием Максимо Тахеса.
17 августа 1886 года, когда Сантос с дочерью отправились в театр, на него было совершено покушение, и он был ранен. Деморализованный Сантос, неспособный справиться с ситуацией в стране, 18 ноября объявил о своей отставке по состоянию здоровья и отбыл в Европу.
В 1887 году Сантос попытался вернуться в Уругвай, но ему было запрещено сходить на берег, и он был вынужден доживать свой век в Буэнос-Айресе.